# Eupoecilaema ornatum
Eupoecilaema ornatum is een hooiwagen uit de familie Cosmetidae.